# South Australia International 2018
Die South Australia International 2018 im Badminton fanden vom 13. bis zum 16. September 2018 in Adelaide statt.

## Sieger und Platzierte
| Disziplin    | Gold                            | Silber                          | Bronze                          |
| ------------ | ------------------------------- | ------------------------------- | ------------------------------- |
| Herreneinzel | Yu Igarashi                     | Loh Kean Yew                    | Hashiru Shimono                 |
| Herreneinzel | Yu Igarashi                     | Loh Kean Yew                    | Riichi Takeshita                |
| Dameneinzel  | Natsuki Oie                     | Ayumi Mine                      | Nguyễn Thùy Linh                |
| Dameneinzel  | Natsuki Oie                     | Ayumi Mine                      | Vũ Thị Trang                    |
| Herrendoppel | Akira Koga Taichi Saito         | Danny Bawa Chrisnanta Terry Hee | Mahiro Kaneko Yunosuke Kubota   |
| Herrendoppel | Akira Koga Taichi Saito         | Danny Bawa Chrisnanta Terry Hee | Hiroki Okamura Masayuki Onodera |
| Damendoppel  | Erina Honda Nozomi Shimizu      | Hung Yi-ting Tang Wan-yi        | Chen Su-yu Sung Shuo-yun        |
| Damendoppel  | Erina Honda Nozomi Shimizu      | Hung Yi-ting Tang Wan-yi        | Joyce Choong Gronya Somerville  |
| Mixed        | Terry Hee Putri Sari Dewi Citra | Kohei Gondo Ayane Kurihara      | Lim Ming Chuen Jiang Yingzi     |
| Mixed        | Terry Hee Putri Sari Dewi Citra | Kohei Gondo Ayane Kurihara      | Bimo Adi Prakoso Jin Yujia      |